# Ewald Baringer
Ewald Baringer (* 19. Oktober 1955 in Wien) ist ein österreichischer Schriftsteller.

## Leben
Ewald Baringer studierte an der Musikhochschule und an der Universität Wien. Er ist freier Mitarbeiter der NÖN und der APA. Er unterrichtete über zwei Jahrzehnte an einer Wiener AHS Musikerziehung und Klavier. Von 2005 bis 2010 war er Präsident der Literaturgesellschaft Klosterneuburg, seit 2007 ist er Mitglied des Österreichischen P.E.N.-Clubs, seit 2009 des Österreichischen Schriftstellerverbands. 

## Auszeichnungen
- 2008 Kulturpreis der Stadtgemeinde Klosterneuburg
- 2010 Niederösterreichischer Kulturpreis – Anerkennungspreis für Literatur
- 2013 zweiter Preis Vinum & Litterae
- 2015 Niederösterreichischer Kulturpreis – Anerkennungspreis für Kultur- und Wissenschaftsjournalismus[1]

## Werke
- mein name ist nicht josef / lasso ins netz (1999) (Erzählungen)
- Hunzils wundersame Reise (2003)
- Endlich Ruhe (2005)
- landauf.landab.landüber (2008)
- Prosatextilien zur Schleierlegende (2012)
- Kinderstube der Fische (2018) (Lyrik)
- Der Zaunprinz, Roman, Limbus Verlag, Innsbruck 2021, ISBN 978-3-99039-206-5